# Parafia św. Andrzeja Apostoła w Makowicach
Parafia świętego Andrzeja Apostoła w Makowicach – parafia rzymskokatolicka, znajdująca się w diecezji opolskiej, w dekanacie Skoroszyce.